# Clapton (álbum)
Clapton es un álbum de estudio del músico británico Eric Clapton, publicado el 27 de septiembre de 2010 por Reprise Records.
Es el primer álbum de estudio de Clapton en cuatro años, tras la publicación de The Road to Escondido junto a J.J. Cale, y está integrado por una mezcla de nuevas composiciones y versiones de clásicos del rock y del blues. Previo a la publicación del álbum, Clapton interpretó canciones como «Rocking Chair» y «When Somebody Thinks You're Wonderful» en directo. Acerca del álbum, el músico comentó: «Este álbum no es lo que estaba planeado en un principio. Ahora es mejor de lo que iba a ser porque, de un modo u otro, dejé que ocurriera».
Clapton debutó en la posición siete en la lista británica UK Albums Chart, su mejor registro en su país natal desde la publicación de Reptile en 2001. En Estados Unidos, el álbum entró en el puesto seis de la lista Billboard 200, con 47.000 copias vendidas en su primera semana. El álbum entró también en los cinco primeros puestos de las listas de discos más vendidos en países como Austria, Dinamarca, Alemania, España, Noruega, Suecia y Suiza.

## Recepción
Tras su publicación, Clapton obtuvo generalmente críticas favorables de la prensa musical, con una nota promedio de 72 sobre 100 en la web Metacritic. En su reseña para Allmusic, Stephen Erlewine comentó: «No hay disco como Clapton en el catálogo de Eric», y añadió que «el álbum fluye fácil, con el blues nunca golpeando muy fuerte, con el jazz de Nueva Orleans sin llegar a marear, los clásicos sin producir sueño y los sonidos sutilmente cambiantes». Por otra parte, en su reseña para Rolling Stone, David Fricke definió el álbum como «un sereno y magistral compromiso con las raíces presente en todos los lugares del repertorio. La canción de Irving Berlin "How Deep Is the Ocean" llega con la seria voz de Clapton y las luces de faro de Wynton Marsalis en la trompeta. "Can't Hold Out Much Longer" tiene el toque de las grabaciones de Clapton con John Mayall en 1965 y 1966».

## Lista de canciones
| N.º | Título                                  | Escritor(es)                                   | Duración |  |
| 1.  | «Travelin' Alone»                       | Lil' Son Jackson                               | 3:56     |  |
| 2.  | «Rockin' Chair»                         | Hoagy Carmichael                               | 4:04     |  |
| 3.  | «River Runs Deep»                       | J.J. Cale                                      | 5:52     |  |
| 4.  | «Judgement Day»                         | Snooky Pryor                                   | 3:13     |  |
| 5.  | «How Deep Is the Ocean?»                | Irving Berlin                                  | 5:29     |  |
| 6.  | «My Very Good Friend the Milkman»       | Johnny Burke, Harold Spina                     | 3:20     |  |
| 7.  | «Can't Hold Out Much Longer»            | Walter Jacobs                                  | 4:08     |  |
| 8.  | «That's No Way to Get Along»            | Robert Wilkins                                 | 6:07     |  |
| 9.  | «Everything Will Be Alright»            | J.J. Cale                                      | 3:51     |  |
| 10. | «Diamonds Made from Rain»               | Doyle Bramhall II, Nikka Costa, Justin Stanley | 4:22     |  |
| 11. | «When Somebody Thinks You're Wonderful» | Harry M. Woods                                 | 2:51     |  |
| 12. | «Hard Times Blues»                      | Lane Hardin                                    | 3:45     |  |
| 13. | «Run Back to Your Side»                 | Bramhall, Eric Clapton                         | 5:17     |  |
| 14. | «Autumn Leaves»                         | Joseph Kosma, Johnny Mercer, Jacques Prévert   | 5:40     |  |

## Personal
- Eric Clapton: voz, guitarra y mandolina
- Doyle Bramhall II: guitarra, percusión y arreglos
- JJ Cale: voz y guitarra
- Jim Keltner: batería y percusión
- Willie Weeks: bajo y contrabajo
- Walt Richmond: piano, teclados, órgano Hammond y piano eléctrico Wurlitzer
- Derek Trucks: guitarra slide
- Paul Carrack: órgano Hammond
- Sereca Henderson: órgano
- Allen Toussaint: piano
- Wynton Marsalis: trompeta
- Kim Wilson: armónica en «Judgement Day» y «Can't Hold Out Much Longer»
- Sheryl Crow: voz
- Nikka Costa: coros
- Terry Evans: coros
- Willie Green, Jr.: coros
- Lynn Mabry: coros
- Arnold McCuller: coros
- Debra Parsons: coros
- Steve Winwood: guitarra y órgano B3

## Posición en listas
| Lista (2010)      | Posición |
| ----------------- | -------- |
| Alemania          | 3        |
| Australia         | 21       |
| Austria           | 5        |
| Bélgica (Flandes) | 16       |
| Bélgica (Valonia) | 8        |
| Canadá            | 7        |
| Dinamarca         | 3        |
| España            | 5        |
| Estados Unidos    | 6        |
| Europa            | 3        |
| Finlandia         | 16       |
| Francia           | 10       |
| Grecia            | 36       |
| Italia            | 6        |
| Japón             | 8        |
| México            | 66       |
| Nueva Zelanda     | 11       |
| Noruega           | 5        |
| Países Bajos      | 9        |
| Reino Unido       | 7        |
| Suecia            | 5        |
| Suiza             | 4        |

| País      | Certificación |
| --------- | ------------- |
| Dinamarca | Disco de oro  |